# An Evening in Paris
An Evening in Paris ist ein Hindi-Film von Shakti Samanta aus dem Jahr 1967.

## Handlung
Deepa Malik, eine steinreiche junge Frau, hatte bisher kein Glück in der Liebe. Mittlerweile ist sie 23 Jahre alt und von den indischen Männern frustriert. Nach ihrer Sicht hätten sie es nur auf das Geld abgesehen und nichts für Romantik übrig. Deshalb fliegt sie nach Paris, in die Stadt der Liebe, um nette Franzosen kennenzulernen. Außerdem lebt dort der Sekretär ihres Vaters, der die Assistentin Honey und den Fahrer Makkan Singh für sie einstellt.
In Paris lernt Deepa einen Franzosen kennen, der seinem indischen Freund Shyam Kumar von ihr erzählt. Shyam, auch Sam genannt, spannt ihm Deepa aus und sie kommen sich in der Schweiz näher.
Shekar, der Sohn des Sekretärs, hat Spielschulden und braucht dringend Geld, sonst bekommt er großen Ärger mit seinem Boss Jack. Er versucht nun Deepa zu heiraten. Dass sie mit Sam zusammen ist, ist ihm ein Dorn im Auge.
Im Pariser Kabarett sieht Shekar ein Mädchen, das mit dem Namen Suzy auftritt und genau wie Deepa aussieht. Da hat er eine Idee und heckt einen Plan aus: Er entführt Deepa und an ihrer Stelle spielt Suzy die verliebte Deepa.
Dies geht für einige Tage gut und niemand schöpft Verdacht. Dennoch wundert sich Sam nach ein paar Tagen über Deepa und wird misstrauisch.
Derweil reist Deepas Vater nach Paris und Sam findet heraus, dass seine Freundin nicht die echte Deepa ist. Er berichtet Deepas Vater davon, der glaubt, dass dieses Mädchen Deepas verschwundene Zwillingsschwester Roopa sein müsse. Roopa wurde als junges Mädchen entführt. Genau in diesem Augenblick kommt Suzy herein und Deepas Vater ist außer sich vor Freude seine verschwundene Tochter wiedergefunden zu haben, aber Suzy lehnt es ab sich als dessen Tochter anzusehen und läuft weg. Sam läuft ihr hinterher, um Deepa ausfindig zu machen. Doch Suzy rückt nur mit der Wahrheit heraus, wenn er sie heiratet, da sie sich in ihn verliebt hat. Für Sam ist dies eine unmögliche Forderung, weil er einzig und allein Deepa liebt.
Einer von Jacks Komplizen fordert Lösegeld für Deepa. Sam erklärt sich bereit um Deepa endlich wiederzubekommen und macht sich auf dem Weg. Suzy bekommt davon Wind und trifft vor ihm bei dem ausgemachten Treffpunkt ein. Mittlerweile hatte sie realisiert, dass sie nicht zwischen ihrer Schwester und ihrer Liebe stehen kann. Dort ankommend tauscht sie die Rollen mit Deepa, sodass Deepa flüchten kann. Als nun auch Sam dort eintrifft, gerät er mit Jack in einen Konflikt, der daraufhin Suzy, die vortäuscht Deepa zu sein, anschießt. Sie erklärt Sam, dass die echte Deepa geflüchtet sei. Sam macht sich auf die Suche nach Deepa. Nachdem er sie gefunden hat, flüchten beide. Währenddessen wird Suzy von Makkan Singh ins Krankenhaus gefahren und überlebt den Anschlag.

## Sonstiges
Für Bauten und Ausstattung war der Szenenbildner Shanti Das verantwortlich. Als Playbacksänger sind Asha Bhosle, Mohammed Rafi und Shraddha Sinha zu hören.